# Aus der Mitte entspringt ein Fluß (Film)
Aus der Mitte entspringt ein Fluß ist ein US-amerikanischer Spielfilm unter Regie von Robert Redford aus dem Jahre 1992. Der Film basiert auf dem von Norman Maclean verfassten gleichnamigen Roman, der 1976 erschienen ist.

## Handlung
Missoula, Montana, im frühen 20. Jahrhundert. Die beiden Brüder Paul und Norman sind charakterlich grundverschieden. Paul ist ein lebenslustiger und heimatverbundener Naturbursche, Norman ein eher ruhiger und verschlossener Intellektueller. Beide eint jedoch die Liebe zum Fliegenfischen im nahen Blackfoot River, die sie von ihrem Vater, einem presbyterianischen Pfarrer, geerbt haben. Er ist relativ streng und fordert Disziplin, liebt die beiden aber dennoch.
Norman verlässt das Elternhaus, um am renommierten Dartmouth College ein Literatur-Studium zu absolvieren. Der Draufgänger Paul bleibt in Montana, wo er nach dem Collegeabschluss als Lokalreporter arbeitet.
Im Sommer 1926 kehrt Norman nach erfolgreichem Abschluss der Universität in seine Heimat zurück, die er sechs Jahre nicht besucht hat. Bei einem Tanz zum Unabhängigkeitstag lernt er die schöne Jessie Burns kennen, mit der er sich fortan trifft. Norman versucht sogar, sich mit Jessies unfreundlichem, alkoholkranken Bruder Neal zu verstehen, und lädt diesen auf Anraten von Jessie zum Fliegenfischen ein. Da Neal sich aber lieber betrinkt, mit einer Prostituierten nackt in der Sonne schläft und dadurch starken Sonnenbrand bekommt, gerät der Ausflug zur Katastrophe, und Jessie wendet sich kurzzeitig von Norman ab. Norman erhält schließlich eine Stelle als Literaturprofessor in Chicago, er versöhnt und verlobt sich mit Jessie.
Paul gerät hingegen immer mehr in die Mühlen von Alkoholismus und Spielsucht, was ihn mehrfach mit der Polizei in Konflikt bringt. Er trifft sich mit der Indianerin Mabel, diese Beziehung wird allerdings gesellschaftlich nicht akzeptiert. Norman ahnt die immer deutlicher werdenden Probleme seines Bruders, der sich aber, genau wie Neal, jeglicher Hilfe verweigert und eine gute Miene macht. Bei einem gemeinsamen Ausflug mit ihrem Vater erlegt Paul einen großen Fisch, den er nach langem Kampf meisterhaft aus dem Bach zieht, wofür er von seinem Vater sehr gelobt wird. Doch auch die Spiritualität, die für die beiden Brüder vom Fliegenfischen ausgeht, kann die Tragödie nicht verhindern: Kurz nach seinem Fang wird Paul eines Nachts, offenbar wegen seiner Spielschulden, zu Tode geprügelt. Wenig später verlassen Norman und Jessie Montana in Richtung Chicago.
Erzählt wird diese Geschichte vom betagten Norman, dessen Freunde und Bekannte seiner Jugend mittlerweile fast alle tot sind, der aber noch immer am Blackfoot River fischt und sich dadurch ihnen und der Welt im Ganzen nahe fühlt.

## Produktion

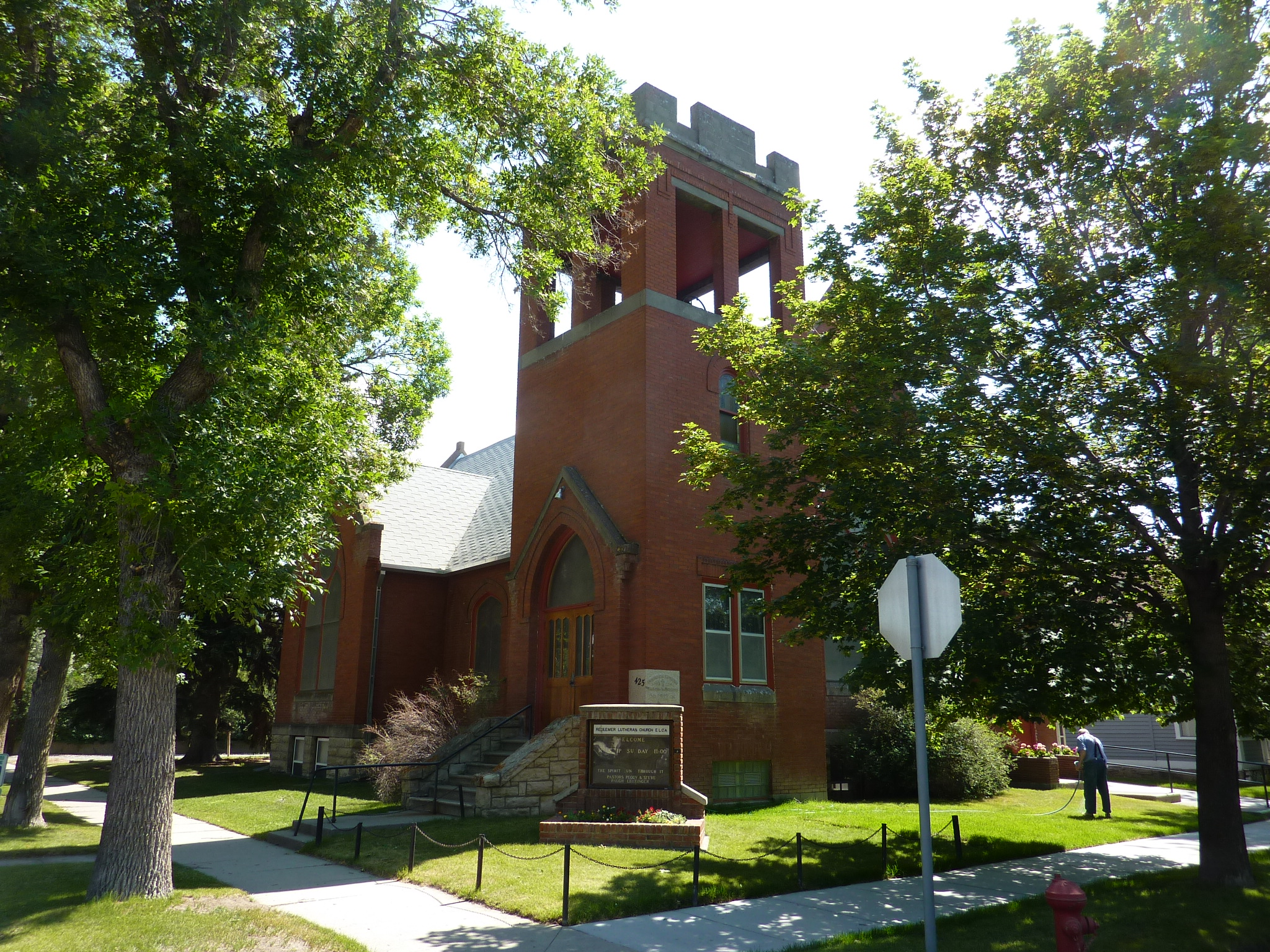
Die Redeemer Lutheran Church in Livingston, die im Film als presbyterianische Kirche gezeigt wurde

Robert Redford hatte den 1976 erschienenen, von der Literaturkritik gefeierten Roman A River Runs Through It des pensionierten Literaturprofessors Norman Maclean erstmals Anfang der 1980er-Jahre gelesen. Er wollte sofort nach dem Lesen einen Film aus dem Stoff machen, war aber zunächst unsicher, da Norman Maclean die Filmrechte trotz mehrerer lukrativer Angebote aus Hollywood nicht preisgegeben hatte. Redford und Maclean verstanden sich allerdings gut und es erfolgten mehrere Treffen, bei denen sie über eine Verfilmung sprachen. Die Arbeiten von Richard Friedenberg und Robert Redford am Drehbuch zogen sich über einige Jahre hin. Redford benannte als Schwierigkeit, dass Macleans Roman weniger durch aktive Handlung, sondern eher durch die Schönheit seiner Sprache und die Tiefe seiner Gedanken funktioniere.
Robert Redfords Film bleibt nahe an dem Inhalt von Macleans Kurzroman. Der wohl nennenswerteste Unterschied: Der Roman ist im Sommer 1937 angesiedelt, als Maclean bereits über 30 Jahre alt war und schon länger mit Jessie verheiratet war, der Film spielt dagegen im Jahr 1926. Die meisten Figuren von Roman und Film sind autobiografisch, so war Jessie Burns von 1931 bis zu ihrem Tod 1968 mit Norman Maclean verheiratet und sein Vater war ebenfalls presbyterianischer Pfarrer. Der historische Paul Maclean war auch Zeitungsreporter und der drei Jahre jüngere Bruder von Norman Maclean. Paul Maclean wurde im Mai 1938 in Chicago umgebracht, nachdem er Probleme mit Alkoholismus und Spielschulden hatte.
Die Dreharbeiten fanden im Sommer 1991 statt, rund ein Jahr nach Norman Macleans Tod, dessen Familie beratend am Film beteiligt war. Die Kirchenszenen, in denen Reverend Macleans Predigten gezeigt werden, wurden in der Stadt Livingston in Montana in der evangelisch-lutherischen Redeemer Lutheran Church gedreht.

## Kritiken
Bei dem Kritikerportal Rotten Tomatoes fielen für den Film von insgesamt 45 Kritikern insgesamt 80 % grundsätzlich positiv aus. Der Film sei „beinahe zu geschmackvoll“ und kombiniere eine „talentierte Besetzung“ mit einer „stattlichen, schön gefilmten Arbeit“ von Regisseur Redford, so der Kritikerkonsens bei Rotten Tomatoes.
Der Filmdienst bezeichnet Aus der Mitte entspringt ein Fluß als „behutsam und ohne Effekthascherei inszeniert“ und als „wohltuende Abkehr vom Gros der Hollywoodproduktionen“, der „in seiner verinnerlichten Erzählweise den Geist der autobiografischen Vorlage genau“ treffen würde.
Cinema beschrieb den Film als „meditative, poetisch-philosophische Saga“ und als „beschauliches Familienporträt“ und meinte, dass „die Oscar-prämierte Kamera metaphernreich durch die wunderbare Bergwelt von Montana“ schwelge.
Roger Ebert von der Chicago Sun-Times gab dem Film dreieinhalb von vier Sternen und äußerte, die Arbeit am Drehbuch müsse sehr schwierig gewesen sein, da das Werk nicht wirklich über die vorkommenden Ereignisse handele, sondern die „zugrunde liegenden Prinzipien“ das Entscheidende seien. Das „größte Verdienst“ des Filmes sei es, Botschaften aus dem Buch mit viel Gefühl dem Zuschauer nahezubringen. Etwa dass der Mensch selten die entscheidenden Momente seines Lebens kontrollieren könne, aber er trotzdem „in den unvorhersehbaren Strom waten und, was auch geschieht, mit Eleganz, Courage und Ehrlichkeit damit umgehen“ solle. Redford habe die wichtige Entscheidung getroffen, Macleans Stimme im Film zu lassen, und so den Zuschauer zu erinnern, dass der Autor lange Zeit gebraucht habe, um Lehren aus dem Geschehenen zu ziehen.
Dave Kehr war kritischer, der Film sei „hoffnungslos mittelmäßig – die Art von verwässerter, verhübschter Kunst“, die man typischerweise mit Oscarfilmen verbinde. „Unzweifelhaft schön“ sei die Kameraarbeit von Philippe Rousselot, „unzweifelhaft banal“ dagegen die Melodramatik des Drehbuchs, wofür Kehr beispielhaft die „Hochglanzromanze“ zwischen Jessie und Norman nennt. Redford tauche im Gegensatz zu seinem Film Eine ganz normale Familie, der ebenfalls Familienprobleme behandelt habe, die Vergangenheit in ein sentimentales Licht. Die „transzendenten Themen“ von Macleans Buch seien großteils verschwunden. In seinen besten Momenten biete der Film „eine wunderschöne Szenerie für Macleans diamantengeschliffene Prosa, die durch Voiceovers vorgetragen wird, vor der Kulisse herrlicher Bilder der Familie von Fischern (...)“.
Prisma urteilt „Robert Redford lässt sich […] viel Zeit, die Story zu entwickeln. Sein ausgezeichneter Kameramann Philippe Rousselot liefert die entsprechend schönen Bilder dazu […]. Dramatische Höhepunkte werden zu Gunsten dieser allgegenwärtigen Ruhe und Geduld konsequent ausgespart.“

## Auszeichnungen
Golden Globes 1992
- Beste Regie: Nominierung für Robert Redford

Oscars 1993
- Beste Kamera: Philippe Rousselot
- Bestes adaptiertes Drehbuch: Nominierung für Richard Friedenberg
- Beste Filmmusik: Nominierung für Mark Isham

Grammy Awards 1993
- Bester Filmsoundtrack: Nominierung für Mark Isham

American Society of Cinematographers, 1993
- Beste Kamera: Nominierung für Philippe Rousselot

Casting Society of America, USA 1993
- Bestes Casting: Nominierung für Elisabeth Leustig

Kinema Junpo Awards 1994
- Bester ausländischer Film für Robert Redford

Los Angeles Film Critics Association Awards 1992
- Beste Musik: Nominierung für Mark Isham

USC Scripter Award 1993
- Auszeichnung für Norman Maclean und Richard Friedenberg

Young Artist Awards 1993
- Bester Darsteller unter 10 Jahren: Joseph Gordon-Levitt

## Synchronisation
Die deutsche Fassung entstand 1992 bei der Deutschen Synchron nach Dialogregie von Michael Richter.
| Rolle                           | Schauspieler                                         | Dt. Synchronstimme       |
| ------------------------------- | ---------------------------------------------------- | ------------------------ |
| Norman Maclean                  | Craig Sheffer                                        | Ingo Albrecht            |
| Paul Maclean                    | Brad Pitt                                            | Bernd Vollbrecht         |
| Reverend Maclean                | Tom Skerritt                                         | Hartmut Reck             |
| Mrs. Maclean                    | Brenda Blethyn                                       | Brita Sommer             |
| Jessie Burns                    | Emily Lloyd                                          | Schaukje Könning         |
| Neal Burns                      | Stephen Shellen                                      | Hubertus Bengsch         |
| Mabel                           | Nicole Burdette                                      | Judith Brandt            |
| Rawhide, Neals Affäre           | Susan Traylor                                        | Kerstin Sanders-Dornseif |
| Chub, einer der Maclean-Freunde | Michael Cudlitz                                      | Sven Hasper              |
| Alter Norman (Erzähler)         | Robert Redford (Stimme) / Arnold Richardson (Körper) | Friedrich W. Bauschulte  |